# Parco nazionale di Petkeljärvi
Il parco nazionale di Petkeljärvi (Petkeljärven kansallispuisto in finlandese) è il più piccolo di tutta la Finlandia (6,3 km²) e si trova nei dintorni della città di Ilomantsi. 
Più di un terzo del parco è costituito da acqua, in particolare da due grandi laghi.